# NGC 220
NGC 220 (również ESO 29-SC3) – gromada otwarta znajdująca się w gwiazdozbiorze Tukana. Odkrył ją John Herschel 12 sierpnia 1834 roku. Gromada ta znajduje się w Małym Obłoku Magellana.